# Tommaso Gherardini
Pour les articles homonymes, voir Gherardini.

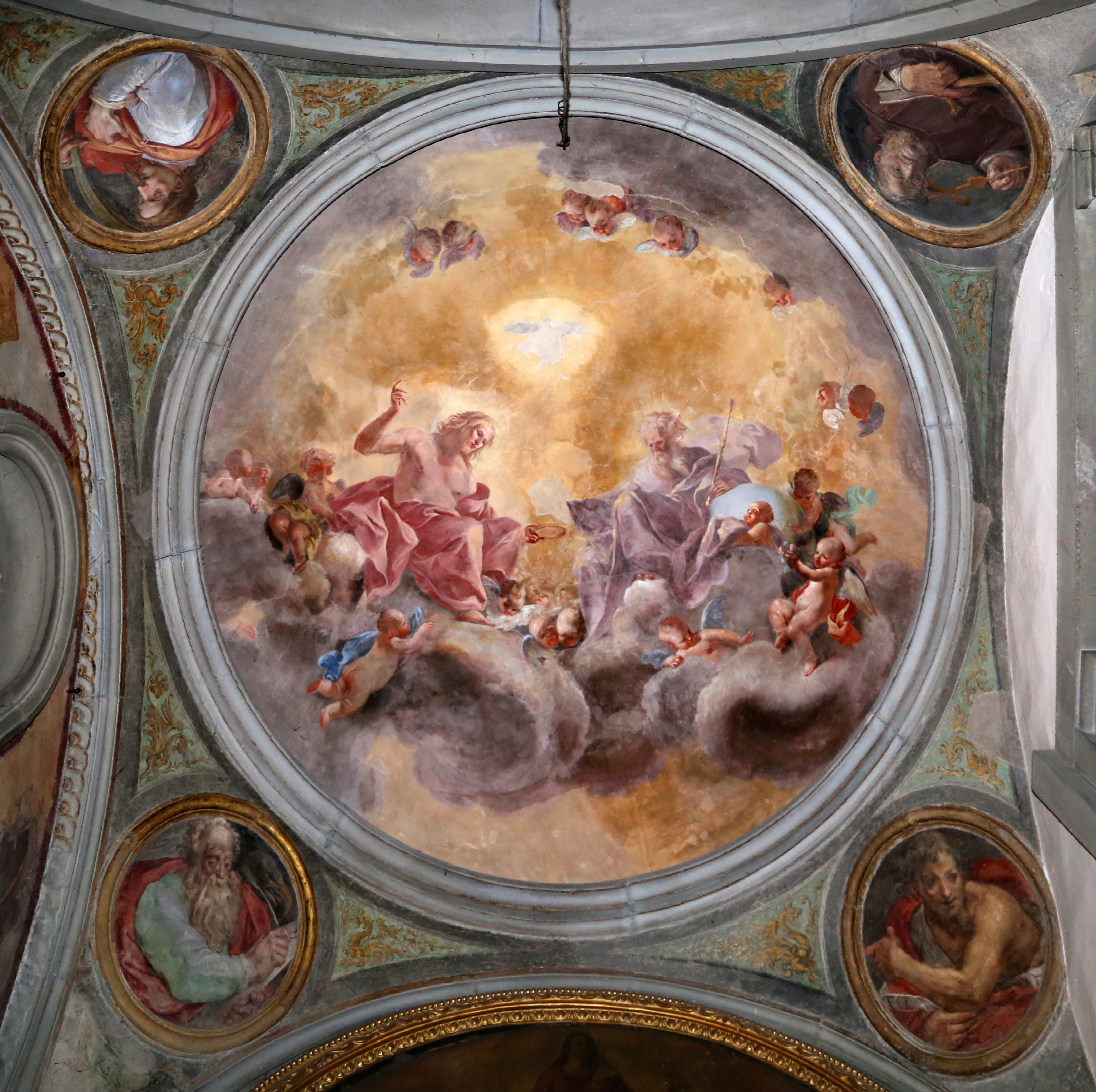
Santa Felicita, fresque, Santa Trinita, Florence.

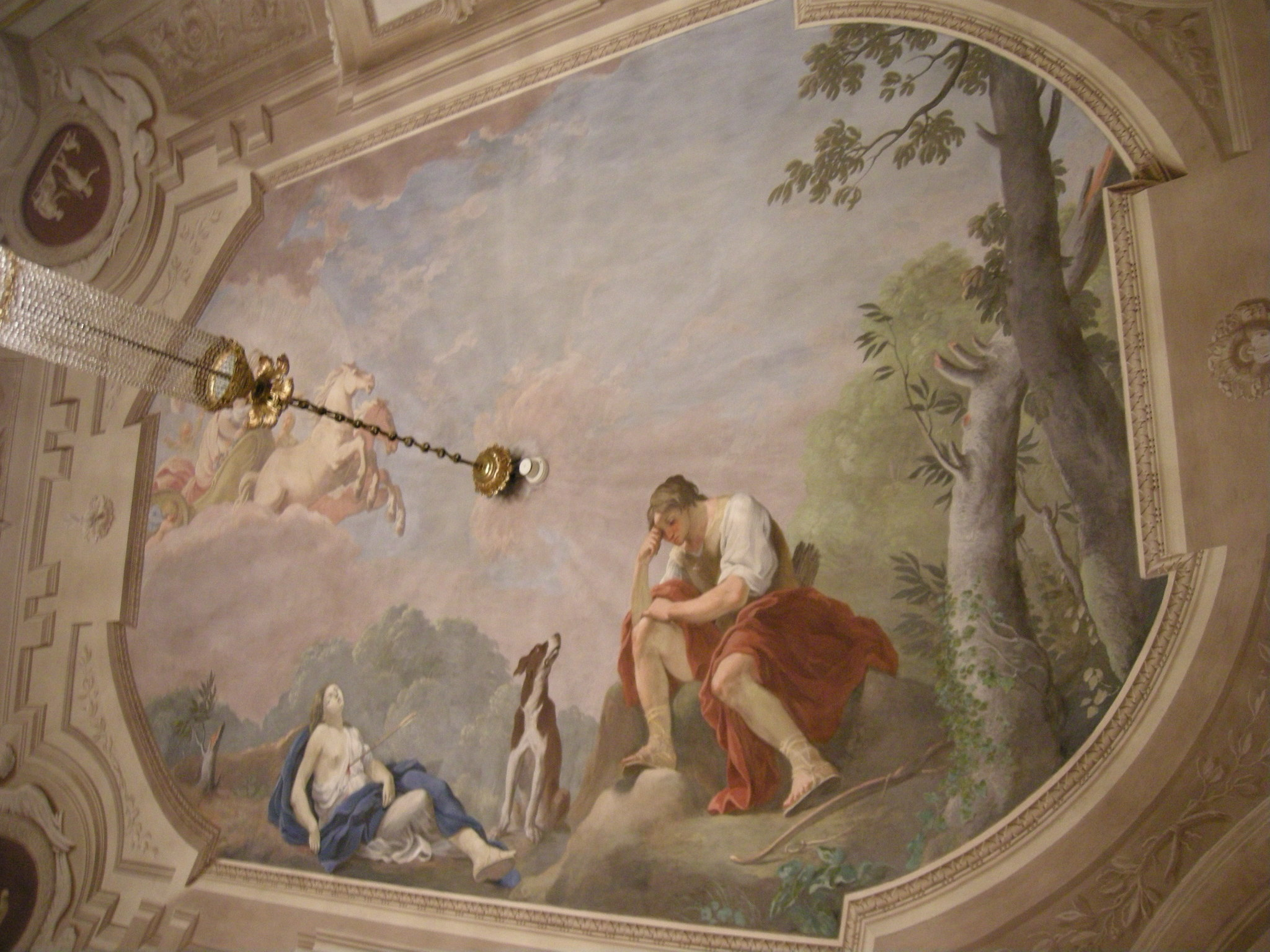
Fresque, plafond du Palazzo Compagni, Florence.

Tommaso Gherardini (Florence, 21 décembre 1715 - Florence, 1797) est un peintre italien rococo, principalement de décoration à fresque.

## Biographie
Tommaso Gherardini est né à Florence  où il fut l'élève de Vincenzo Meucci. Il se rendit à Bologne et Venise pour étudier dans leurs académies respectives.
Il a peint à fresque une salle de la Galerie des Offices et également dans le Palais impérial de Vienne.

## Œuvres
- Santa Felicita, fresque de la basilique Santa Trinita, Florence.
- Fresque du plafond Palazzo Compagni à Florence, en collaboration avec Giuseppe Antonio Fabbrini.
- Fresques, palais Portinari-Salviati.